# Роло
Роло (Rollo, 846/860 — 931/932) је било франачко латинско име Викинга који је 911. предузео последњи велики пљачкашки поход на Француску. Његово право име је било Хролфр. Хроничар Дудо од Сен Кентина тврди да је Роло био Данац. Постоје аргументи и да је пореклом из Норвешке.
Имао је надимак „Роло луталица“ (касније исландске саге га помињу као Хролф Гангера, Gånge Rolf), јер је био тако крупан да га ниједан коњ није могао носити. Постоји прича по којој је Роло цео пут од Скандинавије до Француске прешао пешке.
Роло је 911. склопио уговор у Сен Клер сир Ептеу са краљем Карлом III по коме се одрекао пљачкања, а заузврат добио феуд у доњем току Сене. То је била војводство или грофовија Руан, касније позната као Нормандија.
Као услов уговора са краљем Роло је прихватио хришћанство и добио крштено име Роберт. Међутим, његов савременик, историчар Адемар тврди да је Роло једном приликом жртвовао 100 хришћана у славу паганских богова.
Са својом првом женом, Попом од Бајеа, имао је сина Вилијама и кћери: Аделу, Кадлину, Герлету и Криспину. У другом браку је био ожењен Жизелом, ћерком Карла III. Са њом је имао кћи Гризелу. Његови наследници су носили титулу војвода Нормандије.